# 界木峠
界木峠（さかいぎとうげ）は、岩手県遠野市と同釜石市を結ぶ峠。標高は729m。

## 概要
遠野盆地を囲む峠の１つで、遠野市大洞地区と釜石市橋野町の境にある峠。旧大槌街道が通り、峠名は両郡の境に木を建てて標としたことによる境木より。
『遠野物語』によれば、江戸時代、海岸に通じるには笛吹峠が近いが、山中には山男山女がでるので次第に往来が希になり、ついには別に境木峠が開かれ、こちらが使われるようになったという。
近代以降、並行する笛吹峠や仙人峠が整備されてことで、界木峠は寂れていった。

## 参考資料
- 「角川日本地名大辞典」編纂委員会『角川日本地名大辞典 3 岩手県』角川書店、1985年3月8日。ISBN 4-040-01030-2。

座標: 北緯39度22分2秒 東経141度39分20秒 / 北緯39.36722度 東経141.65556度